# العلاقات الأندورية الفانواتية
العلاقات الأندورية الفانواتية هي العلاقات الثنائية التي تجمع بين أندورا وفانواتو.

## مقارنة بين البلدين
هذه مقارنة عامة ومرجعية للدولتين:
| وجه المقارنة                                              | أندورا                                                     | فانواتو                                  |
| --------------------------------------------------------- | ---------------------------------------------------------- | ---------------------------------------- |
| المساحة (كم2)                                             | 468                                                        | 12.19 ألف                                |
| عدد السكان (نسمة)                                         | 76.18 ألف                                                  | 276.24 ألف                               |
| الكثافة السكانية (ن./كم²)                                 | 16.28 ألف                                                  | 22.66                                    |
| العاصمة                                                   | أندورا لا فيلا                                             | بورت فيلا                                |
| اللغة الرسمية                                             | اللغة الكتالونية                                           | اللغة البسلاما، لغة فرنسية، لغة إنجليزية |
| العملة                                                    | يورو                                                       | فاتو فانواتي                             |
| الناتج المحلي الإجمالي (بليون دولار)                      | 3.01 مليار                                                 | 862.88 مليون                             |
| الناتج المحلي الإجمالي (تعادل القوة الشرائية) بليون دولار |                                                            | 790.76 مليون                             |
| الناتج المحلي الإجمالي الاسمي للفرد دولار أمريكي          |                                                            | 2.81 ألف                                 |
| الناتج المحلي الإجمالي للفرد دولار أمريكي                 |                                                            | 3.03 ألف                                 |
| مؤشر التنمية البشرية                                      | 0.858                                                      | 0.594                                    |
| رمز المكالمات الدولي                                      | +376                                                       | +678                                     |
| رمز الإنترنت                                              | .ad                                                        | .vu                                      |
| المنطقة الزمنية                                           | ت ع م+01:00، توقيت وسط أوروبا، ت ع م+02:00، أوروبا/أندورا ‏ | ت ع م+11:00                              |

## منظمات دولية مشتركة
يشترك البلدان في عضوية مجموعة من المنظمات الدولية، منها:
| علم المنظمة | اسم المنظمة                  | تاريخ انضمام أندورا | تاريخ انضمام فانواتو |
| ----------- | ---------------------------- | ------------------- | -------------------- |
|             | الاتحاد الدولي للاتصالات     | 12 نوفمبر 1993      | 30 مارس 1988         |
|             | منظمة حظر الأسلحة الكيميائية | ?                   | ?                    |
|             | يونسكو                       | 20 أكتوبر 1993      | 10 فبراير 1994       |
|             | الأمم المتحدة                | 28 يوليو 1993       | 15 سبتمبر 1981       |

## وصلات خارجية
- موقع وزارة الخارجية الأندورية